# Carabus changeonleei
Carabus changeonleei (лат.) — вид жуков из семейства жужелиц. Относится к подроду Acoptolabrus. Известны из Южной Кореи, являются её эндемиками. Обитают только на горе Джирисан (провинция Чхунчхон-Намдо), в горных лесах.

## Охрана
Популяция сокращается из-за чрезмерного сбора этих жуков из-за их красочного тела. Этот вид в настоящее время обозначен в Корее как вид, находящийся под угрозой исчезновения.

## Гибридизация
Известен естественный (природный) гибрид с Carabus constricticollis chiricola.

## Геном
Митохондриальный геном расшифрован.